# فرودگاه کویلچنا
فرودگاه کویلچنا (به انگلیسی: Quilchena Airport) یک فرودگاه همگانی است که یک باند فرود شن دارد و طول باند آن ۷۰۱ متر است. این فرودگاه در کشور کانادا قرار دارد و در ارتفاع ۶۴۰ متری از سطح دریا واقع شده است.